# Washington County (Maryland)
Washington County is een county in de Amerikaanse staat Maryland.
De county heeft een landoppervlakte van 1.187 km² en telt 131.923 inwoners (volkstelling 2000). De hoofdplaats is Hagerstown.